# Semanopterus rectangulus
Semanopterus rectangulus är en skalbaggsart som beskrevs av Blackburn 1895. Semanopterus rectangulus ingår i släktet Semanopterus och familjen Dynastidae. Inga underarter finns listade i Catalogue of Life.